# Moineau d'Abd'Al-Kuri
Passer hemileucus
Espèce
Statut de conservation UICN

 VU D1+2 : Vulnérable
Le Moineau d'Abd'Al-Kuri (Passer hemileucus) est une espèce d'oiseaux de la famille des Passeridae.

## Répartition
Cet oiseau est endémique de l'île Abd al Kuri en mer d'Arabie.